# Ray Liotta
Raymond Allen Liotta (Newark, 1954. december 18. – Santo Domingo, 2022. május 26.) Primetime Emmy-díjas amerikai színész, szinkronszínész. Golden Globe- és Screen Actors Guild-díjra is jelölték élete során.
Elsőként a Valami vadság (1986) című akcióvígjátékban figyelt fel rá a filmes szakma és a nézőközönség. Alakításáért megkapta első és egyetlen Golden Globe-jelölését, mint legjobb férfi mellékszereplő. Nem sokkal később a Baseball álmok (1989) Shoeless Joe Jacksonjának és a Nagymenők (1990) Henry Hilljének megformálásával vált ismertté.
1998-ban Frank Sinatraként szerepelt a Sztárok egy csapatban című televíziós filmdrámában. 2015-ben a Texas felemelkedése című minisorozatban tűnt fel – mindkét szerepéért Screen Actors Guild-díjra jelölték. 2005-ben a Vészhelyzet vendégszereplőjeként nyert Primetime Emmy-díjat. Fontosabb televíziós munkái közé tartozik a Piszkos zsaruk (2016–2018) és a Fekete madár (2022).
Liotta szinkronszínészként is aktív volt. Emlékezetes alakítást nyújtott Tommy Vercetti, a Grand Theft Auto: Vice City (2002) című videójáték főszereplőjének eredeti hangjaként.
2022. május 26-án, 67 évesen hunyt el Santo Domingóban.

## Élete és pályafutása
1954. december 18-án született Newarkban. Alfred és Mary Liotta fogadták örökbe.
1978-ban végzett a Miami Egyetemen, ahol színészetet tanult.
Első szerepe az Another World című szappanoperában volt, amelyben 1978–1981 között szerepelt. 1988-ban a Dominick és Eugene című filmdrámában is szerepelt. Egy évvel később a Baseball álmok című film meghozta számára a sikert. Amikor meghallotta, hogy Martin Scorsese színészeket válogat a Nagymenők című gengszterfilmhez, ő keményen lobbizott Henry Hill szerepére. A film hatalmas sikert és népszerűséget hozott neki, és lehetővé tette számára a jövőbeli filmekben való szereplést – A 99-es paragrafus (1992), Felejthetetlen (1996). 
2002-ben Tommy Vercetti hangját adta a Grand Theft Auto: Vice City című videójátékban. 

## Halála
2022. május 26-án hunyt el álmában, a Dominikai Köztársaság területén. Halála idején Jacy Nittolo jegyese volt.

## Magánélete
1997–2004 között Michelle Grace volt a felesége. Egy gyermekük született, Karsen (1998).

## Filmográfia

### Film
Filmproducer
  Posztumusz megjelenés
| Év   | Magyar cím                        | Eredeti cím                                   | Szerep                                | Magyar hang            |
| ---- | --------------------------------- | --------------------------------------------- | ------------------------------------- | ---------------------- |
| 1983 |                                   | The Lonely Lady                               | Joe Heron                             |                        |
| 1986 | Valami vadság                     | Something Wild                                | Ray Sinclair                          | Lamanda László         |
| 1987 |                                   | Arena Brains (rövidfilm)                      | művész                                |                        |
| 1988 | Dominick és Eugene                | Dominick and Eugene                           | Eugene "Gino" Luciano                 | Selmeczi Roland        |
| 1989 | Baseball álmok                    | Field of Dreams                               | Shoeless Joe Jackson                  | Juhász György          |
| 1990 | Nagymenők                         | Goodfellas                                    | Henry Hill                            | Kautzky Armand         |
| 1990 | Nagymenők                         | Goodfellas                                    | Henry Hill                            | Görög László           |
| 1990 | Nagymenők                         | Goodfellas                                    | Henry Hill                            | Széles László          |
| 1990 | Nagymenők                         | Goodfellas                                    | Henry Hill                            | Forgács Péter          |
| 1990 | Nagymenők                         | Goodfellas                                    | Henry Hill                            | Laklóth Aladár         |
| 1992 | A 99-es paragrafus                | Article 99                                    | Dr. Richard Sturgess                  | Sztarenki Pál          |
| 1992 | A 99-es paragrafus                | Article 99                                    | Dr. Richard Sturgess                  | Dányi Krisztián        |
| 1992 | Őrjítő vágy                       | Unlawful Entry                                | Pete Davis rendőr                     | Szabó Sipos Barnabás   |
| 1994 | Menekülés Absolomból              | No Escape                                     | J.T. Robbins százados                 | Józsa Imre             |
| 1994 | Corrina, Corrina                  | Corrina, Corrina                              | Manny Singer                          | Selmeczi Roland        |
| 1995 | A Dumbo hadművelet                | Operation Dumbo Drop                          | T.C. Doyle századps                   | Kőszegi Ákos           |
| 1996 | Felejthetetlen                    | Unforgettable                                 | Dr. David Krane                       | Kulka János            |
| 1997 | Légörvény                         | Turbulence                                    | Ryan Weaver                           | Selmeczi Roland        |
| 1997 | Cop Land                          | Cop Land                                      | Gary "Figgsy" Figgis nyomozó          | Forgács Péter          |
| 1998 | Zsaruszerencse                    | Phoenix                                       | Harry Collins nyomozó                 | Selmeczi Roland        |
| 1999 | Muppet-show az űrből              | Muppets from Space                            | kapuőr (cameo)                        | Epres Attila           |
| 1999 | Holtodiglan                       | Forever Mine                                  | Mark Brice                            | Jakab Csaba            |
| 2000 | A vándor                          | Pilgrim                                       | Jack                                  | Sinkovits-Vitay András |
| 2000 | Angyali üdvözlet                  | A Rumor of Angels                             | Nathan Neubauer                       |                        |
| 2001 | Hannibal                          | Hannibal                                      | Paul Krendler                         | Forgács Péter          |
| 2001 | Szívtiprók                        | Heartbreakers                                 | Dean Cummano / Vinny Staggliano       | Dörner György          |
| 2001 | Betépve                           | Blow                                          | Fred Jung                             | Szabó Sipos Barnabás   |
| 2002 | Narkó                             | Narc                                          | Henry Oak hadnagy                     | Berzsenyi Zoltán       |
| 2002 | John Q – Végszükség               | John Q                                        | Gus Monroe rendőrfőnök                | Gergely Róbert         |
| 2002 |                                   | Ticker (The Hire-rövidfilm)                   | titkosszolgálat ügynöke               |                        |
| 2003 | Azonosság                         | Identity                                      | Rhodes rendőr                         | Mihályi Győző          |
| 2004 | Az utolsó jelenet                 | The Last Shot                                 | Jack Devine                           | Jakab Csaba            |
| 2004 | Kísérlet                          | Control                                       | Lee Ray Oliver                        | Stohl András           |
| 2005 | Revolver                          | Revolver                                      | Dorothy Macha                         | Kőszegi Ákos           |
| 2005 | Lassú tűz                         | Slow Burn                                     | Ford Cole                             | Berzsenyi Zoltán       |
| 2006 | A szerencse foglyai               | Even Money                                    | Tom Carver                            | Széles László          |
| 2006 | Vezet a ritmus                    | Take the Lead                                 | nem szerepel                          |                        |
| 2006 | Mester és tanítvány               | Local Color                                   | John Talia Sr.                        | Sörös Sándor           |
| 2006 | Visszatérések kora                | Comeback Season                               | Walter Pearce                         | Csernák János          |
| 2006 | Füstölgő ászok                    | Smokin' Aces                                  | Donald Carruthers FBI-ügynök          | Selmeczi Roland        |
| 2007 | Faterok motoron                   | Wild Hogs                                     | Jack Blade                            | Selmeczi Roland        |
| 2007 | A király nevében                  | In the Name of the King: A Dungeon Siege Tale | Gallian                               | Forgács Péter          |
| 2007 | Seattle öt napja                  | Battle in Seattle                             | Jim Tobin polgármester                | Széles László          |
| 2007 | Mézengúz                          | Bee Movie                                     | önmaga (hangja)                       | Forgács Péter          |
| 2008 | Hős kerestetik                    | Hero Wanted                                   | Terry Subcott nyomozó                 | Forgács Péter          |
| 2008 | A kék szoba                       | Powder Blue                                   | Jack Doheny                           | Sörös Sándor           |
| 2009 | A szabadság határai               | Crossing Over                                 | Cole Frankel                          | Forgács Péter          |
| 2009 | A szerv                           | Observe and Report                            | Harrison nyomozó                      | Forgács Péter          |
| 2009 | A határvonal                      | The Line                                      | Mark Shields                          | Kőszegi Ákos           |
| 2009 | Lázongó ifjúság                   | Youth in Revolt                               | Lance Wescott                         | Forgács Péter          |
| 2010 | Kívülről őrült                    | Crazy on the Outside                          | Gray                                  | Epres Attila           |
| 2010 | Párterápia                        | Date Night                                    | Joe Miletto (stáblistán nem szerepel) | Forgács Péter          |
| 2010 |                                   | Snowmen                                       | Reggie Kirkfield                      |                        |
| 2010 |                                   | Chasing 3000                                  | Mickey felnőttként                    |                        |
| 2010 | Charlie St. Cloud halála és élete | Charlie St. Cloud                             | Florio Ferrente                       | Forgács Péter          |
| 2011 | Apró részletek                    | The Details                                   | Peter Mazzoni                         |                        |
| 2011 | Senki fia                         | The Son of No One                             | Mathers százados                      | Berzsenyi Zoltán       |
| 2011 |                                   | All Things Fall Apart                         | Dr. Brintall                          |                        |
| 2011 | Az utca királyai 2. – Detroit     | Street Kings 2: Motor City                    | Marty Kingston nyomozó                | Forgács Péter          |
| 2011 | Gyilkos folyó                     | The River Murders                             | Jack Verdon                           | Forgács Péter          |
| 2011 |                                   | Field of Dreams 2: Lockout (rövidfilm)        | Roger Goodell                         |                        |
| 2011 | A jogosult                        | The Entitled                                  | Richard Nader                         | Tokaji Csaba           |
| 2012 | Hippi-túra                        | Wanderlust]                                   | önmaga (cameo)                        |                        |
| 2012 | Ölni kíméletesen                  | Killing Them Softly                           | Markie Trattman                       | Gergely Róbert         |
| 2012 | Vérbeli feleségek                 | Breathless                                    | Cooley seriff                         | Forgács Péter          |
| 2012 |                                   | The Iceman                                    | Roy DeMeo                             |                        |
| 2012 | Túl a fenyvesen                   | The Place Beyond the Pines                    | Peter Deluca                          | Forgács Péter          |
| 2012 |                                   | Ticket Out                                    | Jim                                   |                        |
| 2012 |                                   | Yellow                                        | Afai                                  |                        |
| 2012 |                                   | Bad Karma                                     | Molloy                                |                        |
| 2012 | Kedves Drakula!                   | Dear Dracula                                  | Drakula gróf (hangja)                 |                        |
| 2013 |                                   | The Devil's in the Details                    | Dr. Bruce Michaels                    |                        |
| 2013 |                                   | Pawn                                          | öltönyös férfi                        |                        |
| 2013 |                                   | Suddenly                                      | Todd Shaw                             |                        |
| 2014 | Működik a kémia                   | Better Living Through Chemistry               | Elizabeth férje                       | Forgács Péter          |
| 2014 | Muppet-krimi: Körözés alatt       | Muppets Most Wanted                           | nagypapi                              | Lux Ádám               |
| 2014 |                                   | The Identical                                 | Reece Wade                            |                        |
| 2014 | Sin City: Ölni tudnál érte        | Sin City: A Dame to Kill For                  | Joey                                  | Epres Attila           |
| 2014 | A Zöld Sárkányok bosszúja         | Revenge of the Green Dragons                  | Michael Bloom FBI-ügynök              | Kőszegi Ákos           |
| 2014 | Felnyomva                         | Stretch                                       | önmaga (cameo)                        | Sörös Sándor           |
| 2014 | Jobb, ha hallgatsz                | Kill the Messenger                            | John Cullen                           | Kőszegi Ákos           |
| 2015 | Prédára várva                     | Blackway                                      | Blackway                              | Kőszegi Ákos           |
| 2015 |                                   | Campus Code                                   | pultos                                |                        |
| 2016 | Üzenetek                          | Sticky Notes                                  | Jack                                  | Forgács Péter          |
| 2016 | Kocsmatúra                        | Flock of Dudes                                | Reed bácsi                            | Epres Attila           |
| 2019 | Házassági történet                | Marriage Story                                | Jay Marotta                           |                        |
| 2020 | Hubie, a halloween hőse           | Hubie Halloween                               | Pete Landolfa                         | Kőszegi Ákos           |
| 2021 | Semmi hirtelen mozdulat           | No Sudden Move                                | Frank Capelli                         | Forgács Péter          |
| 2021 | A maffia szentjei                 | The Many Saints of Newark                     | Aldo "Hollywood Dick" Moltisanti      | Papp János             |
| 2021 | A maffia szentjei                 | The Many Saints of Newark                     | Salvatore "Sally" Moltisanti          | Barabás Kiss Zoltán    |
| 2022 |                                   | Broken Soldier                                | Mr. Ancilla                           |                        |
| 2023 | Kokainmedve                       | Cocaine Bear                                  | Dentwood                              | Forgács Péter          |
| 2023 | Bolondok paradicsoma              | Fool's Paradise                               | A producer                            | Mihályi Győző          |
| 2023 | Veszélyes vizek                   | Dangerous Waters                              | A kapitány                            | Szatmári György        |
| 2024 | 1992                              | 1992                                          | Lowell                                | Forgács Péter          |

### Televízió
| Év        | Magyar cím                     | Eredeti cím                               | Szerep                             | Megjegyzések                                |
| --------- | ------------------------------ | ----------------------------------------- | ---------------------------------- | ------------------------------------------- |
| 1978–1981 |                                | Another World                             | Joey Perrini                       | 37 epizód                                   |
| 1980      |                                | Hardhat and Legs                          | Family                             | tévéfilm                                    |
| 1981      | Bolond idők                    | Crazy Times                               | Johnny "Wizard" Lazarra            | tévéfilm                                    |
| 1983      | Egy kórház magánélete          | St. Elsewhere                             | Murray                             | 1 epizód                                    |
| 1983      |                                | Casablanca                                | Sacha                              | 5 epizód                                    |
| 1984      |                                | Mickey Spillane's Mike Hammer             | Tony Cable                         | 1 epizód                                    |
| 1985      |                                | Our Family Honor                          | Ed Santini rendőr                  | 10 epizód                                   |
| 1991      | Szenvedélyes viszonyok         | Women & Men 2: In Love There Are No Rules | Meadows                            | - tévéfilm - magyar hangja: - Kőszegi Ákos  |
| 1995      | Frasier – A dumagép            | Frasier                                   | Bob (hangja)                       | 1 epizód                                    |
| 1998      | Sztárok egy csapatban          | The Rat Pack                              | Frank Sinatra                      | tévéfilm                                    |
| 2001      | Family Guy                     | Family Guy                                | Zack (hangja)                      | 1 epizód                                    |
| 2001–2002 | Divatalnokok                   | Just Shoot Me!                            | önmaga                             | 2 epizód                                    |
| 2002      | Gyújtópont                     | Point of Origin                           | John Leonard Orr                   | - tévéfilm - magyar hangja: - Sörös Sándor  |
| 2003      | Saturday Night Live            | Saturday Night Live                       | önmaga (házigazda)                 | 1 epizód                                    |
| 2004      | Vészhelyzet                    | ER                                        | Charlie Metcalf                    | 1 epizód                                    |
| 2006–2007 |                                | Smith                                     | Bobby Stevens                      | 7 epizód                                    |
| 2008      | SpongyaBob Kockanadrág         | SpongeBob SquarePants                     | Bubble Poppin Boys Leader (hangja) | 1 epizód                                    |
| 2010      | Hannah Montana                 | Hannah Montana                            | Luger igazgató                     | 1 epizód                                    |
| 2011      | A liga                         | The League                                | Mr. Hudabega                       | 1 epizód                                    |
| 2012      | Phineas és Ferb                | Phineas and Ferb                          | önmaga (hangja)                    |                                             |
| 2012      |                                | NTSF:SD:SUV::                             | Jason                              | 1 epizód                                    |
| 2012      | Himalájai karácsony            | Abominable Christmas                      | apa (hangja)                       | tévéfilm                                    |
| 2014      |                                | The Money                                 | George Archer                      | próbaepizód                                 |
| 2015      | Texas felemelkedése            | Texas Rising                              | Lorca                              | 5 epizód                                    |
| 2015–2016 |                                | The Making of the Mob                     | narrátor (hangja)                  | 16 epizód                                   |
| 2016–2018 | Piszkos zsaruk                 | Shades of Blue                            | Matt Wozniak hadnagy               | - 36 epizód - magyar hangja: - Kőszegi Ákos |
| 2016      | Modern család                  | Modern Family                             | önmaga                             | 1 epizód                                    |
| 2017      | A megtörhetetlen Kimmy Schmidt | Unbreakable Kimmy Schmidt                 | Paulie Fiuccillo                   | 1 epizód                                    |
| 2017      | Az ifjú Sheldon                | Young Sheldon                             | Vincent                            | 1 epizód                                    |
| 2018      |                                | Great News                                | önmaga                             | 1 epizód                                    |
| 2018      | A Simpson család               | The Simpsons                              | Morty Szyslak (hangja)             | 1 epizód                                    |
| 2021      | Hanna                          | Hanna                                     | Gordon Evans                       | 6 epizód                                    |
| 2022      | Fekete madár                   | Black Bird                                | James "Big Jim" Keene              | minisorozat (6 epizód)                      |

### Videójátékok
| Év   | Cím                                                    | Szerep         | Megjegyzések                |
| ---- | ------------------------------------------------------ | -------------- | --------------------------- |
| 2002 | Grand Theft Auto: Vice City                            | Tommy Vercetti |                             |
| 2013 | Call of Duty: Black Ops II                             | Billy Handsome | Mob of the Dead zombitérkép |
| 2021 | Grand Theft Auto: The Trilogy – The Definitive Edition | Tommy Vercetti | archív felvételek           |

## Fordítás
- Ez a szócikk részben vagy egészben  a   Ray Liotta című angol Wikipédia-szócikk fordításán alapul.  Az eredeti cikk szerkesztőit annak laptörténete sorolja fel. Ez a jelzés csupán a megfogalmazás eredetét és a szerzői jogokat jelzi, nem szolgál a cikkben szereplő információk forrásmegjelöléseként.